# Gretl Braun

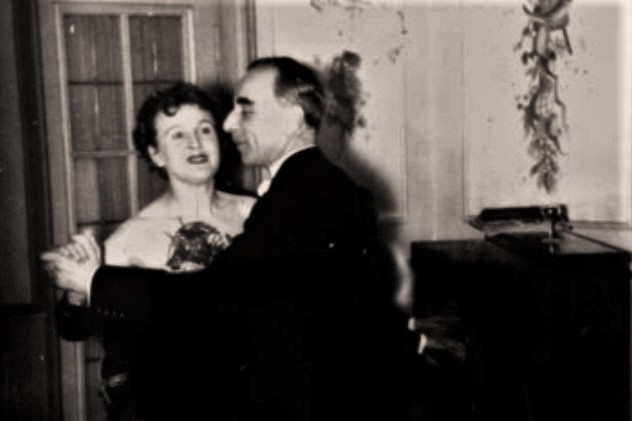
Gretl Braun con su segundo esposo (1954)

Margarete Berta "Gretl" Braun (Múnich, Alemania; 31 de agosto de 1915-Steingaden, Baviera; 10 de octubre de 1987) fue una miembro prominente del círculo personal (cuñada) de Adolf Hitler, hermana de Eva Braun, la esposa del dictador alemán.

## Biografía
Margarete Braun, más conocida como Gretl, nació en Múnich en 1915; era la hermana menor de Eva e Ilse Braun, y pertenecía a una conservadora familia bávara de clase media radicada en Ruhpolding en los Alpes bávaros, su padre era Friedrich Braun y su madre era Franziska Kronberger, una modista.
Cuando Hitler conoció a Eva Braun en el estudio del fotógrafo Heinrich Hoffmann, Gretl también trabajaba como asistente de fotografía. Hitler arregló un departamento para ambos hermanos en Múnich y posteriormente fueron trasladadas a Berghof y a Obersalzberg indistintamente para que vivieran en el lugar de descanso del dictador alemán. Eva Braun se transformó en amante de Hitler y Gretl Braun medró a expensas de la particular situación de su hermana.
Tanto Gretl como Eva pasaron muchas temporadas juntas a expensas de Hitler en Bergohf, lago Königssee, la cascada de Königsbach, lugares favoritos para el esparcimiento de Hitler.
En mayo de 1944, Hitler intentó hacer casar a Gretl Braun con su edecán, Fritz Darges, pero este prefirió ir al frente ruso antes que ligarse en matrimonio con Gretl Braun (cosa que finalmente sucedió), al parecer uno de los motivos habría sido que Gretl había adquirido una "mala reputación" en Obersalzberg (algunas fuentes no confirmadas citan que estaba embarazada de Darges, lo que es bastante improbable dado que su hija nació 12 meses más tarde).  Hitler, quien además buscaba un pretexto para presentar a Eva en sociedad, se sirvió de Himmler para convencer a su edecán, el Obergruppenführer SS Hermann Fegelein de un matrimonio políticamente conveniente. Fegelein quien era un oportunista y con fama de playboy, aceptó el arreglo y las nupcias se celebraron el 3 de junio de 1944 en Salzburgo, teniendo la recepción en Berghof con la asistencia de Himmler, Martin Bormann quienes fueron testigos, Hitler presentó a Eva Braun en sociedad.
En los inicios del colapso del Tercer Reich, Eva Braun se trasladó a Berlín al Führerbunker para acompañar a Hitler y el 23 de abril de 1945 solicitó a Gretl que se encontraba en Berchtesgaden que destruyera sus anotaciones. El 29 de abril, su esposo, Hermann Fegelein fue ejecutado por la alta traición de Himmler y el 30 de abril su hermana ya casada, se suicidó junto al líder alemán.
Gretl dio a luz a una hija, llamada Eva Barbara Fegelein  el 5 de mayo de 1945 (se suicidó el 8 de abril de 1971), se volvió a casar con un empresario llamado Kurt Berlinghoff en febrero de 1954 y falleció el 10 de octubre de 1987 a los 72 años de edad en Steingaden.

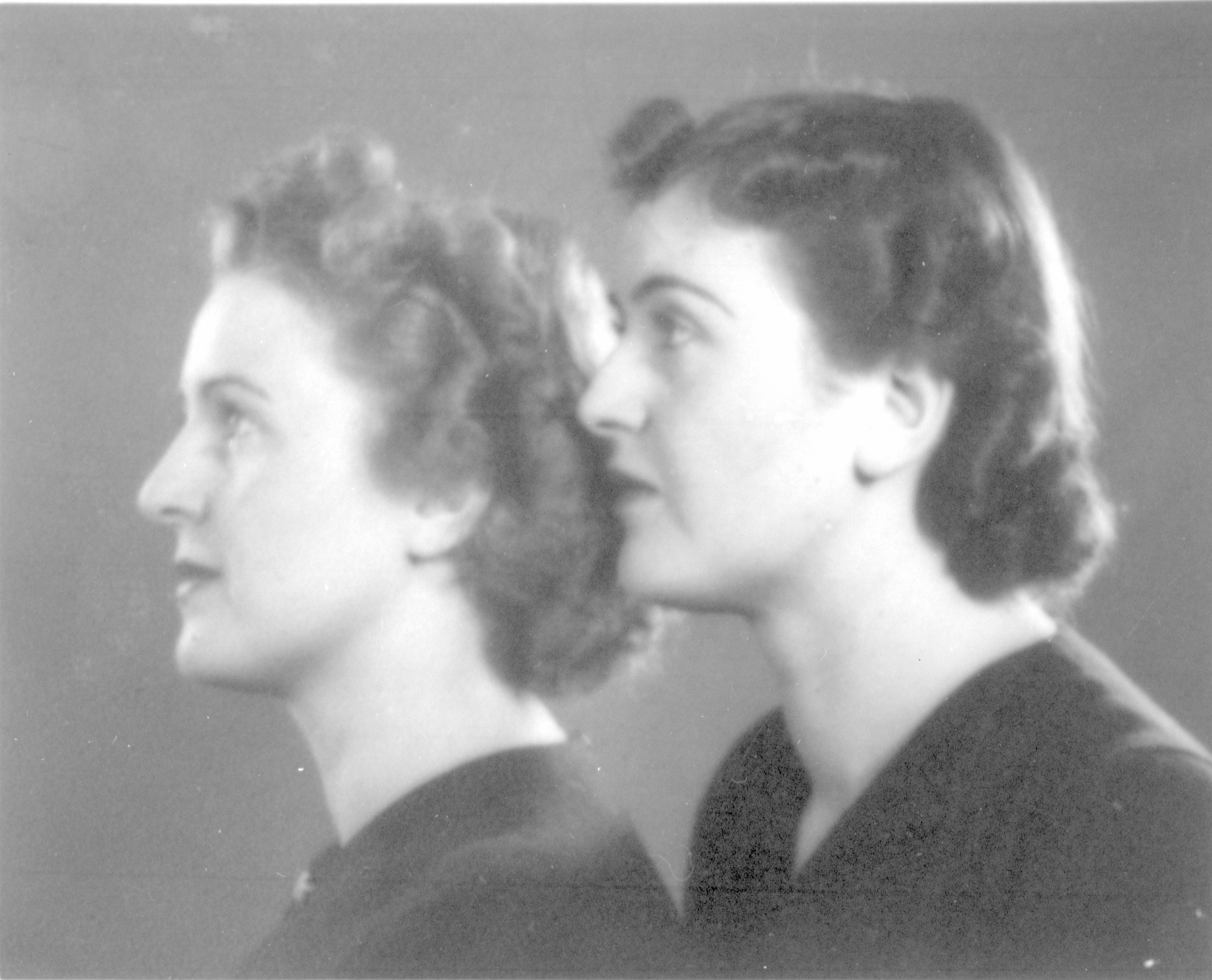
Eva Braun y su hermana Gretl en una foto de estudio.